# Pečengskij rajon
Il Pečengskij rajon (in russo Печенгский район?) è un rajon dell'Oblast' di Murmansk, nella Russia europea; il capoluogo è Nikel', anche se il nome deriva dalla località di Pečenga.